# Leichtathletik-Weltmeisterschaften 2013/Teilnehmer (Vereinigte Staaten)
| Gelbes Symbol für Goldmedaillen mit stilisierten Olympischen Ringen | Graues Symbol für Silbermedaillen mit stilisierten Olympischen Ringen | Braundes Symbol für Bronzemedaillen mit stilisierten Olympischen Ringen |
| ------------------------------------------------------------------- | --------------------------------------------------------------------- | ----------------------------------------------------------------------- |
| 6                                                                   | 14                                                                    | 5                                                                       |

Der Leichtathletik-Verband der Vereinigten Staaten stellte 69 Teilnehmerinnen und 68 Teilnehmer bei den Leichtathletik-Weltmeisterschaften 2013 in der russischen Hauptstadt Moskau.

## Ergebnisse

### Männer

#### Laufdisziplinen
| Athlet                                                                                 | Disziplin        | Vorlauf        | Vorlauf | Halbfinale         | Halbfinale         | Finale             | Finale             |
| Athlet                                                                                 | Disziplin        | Zeit           | Platz   | Zeit               | Platz              | Zeit               | Platz              |
| -------------------------------------------------------------------------------------- | ---------------- | -------------- | ------- | ------------------ | ------------------ | ------------------ | ------------------ |
| Justin Gatlin                                                                          | 100 m            | 9,99 s         | 2       | 9,94 s             | 5                  | 9,85 s SB          | Silber             |
| Mike Rodgers                                                                           | 100 m            | 9,98 s         | 1       | 9,93 s SB          | 3                  | 10,04 s            | 6                  |
| Charles Silmon                                                                         | 100 m            | 10,34 s        | 35      | nicht qualifiziert | nicht qualifiziert | nicht qualifiziert | nicht qualifiziert |
| Curtis Mitchell                                                                        | 200 m            | 20,37 s        | 4       | 19,97 s PB         | 1                  | 20,59 s            | 17                 |
| Wallace Spearmon                                                                       | 200 m            | 20,59 s        | 17      | 20,36 s            | 20                 | nicht qualifiziert | nicht qualifiziert |
| Isiah Young                                                                            | 200 m            | 20,70 s        | 23      | 20,36 s            | 9                  | nicht qualifiziert | nicht qualifiziert |
| Arman Hall                                                                             | 400 m            | 45,45 s        | 17      | 45,54 s            | 13                 | nicht qualifiziert | nicht qualifiziert |
| Tony McQuay                                                                            | 400 m            | 45,06 s        | 3       | 44,66 s            | 3                  | 44,40 s PB         | Silber             |
| LaShawn Merritt                                                                        | 400 m            | 44,92 s        | 1       | 44,60 s            | 1                  | 43,74 s PB WL      | Gold               |
| Brandon Johnson                                                                        | 800 m            | 1:46,32 min    | 10      | 1:44,89 min        | 7                  | nicht qualifiziert | nicht qualifiziert |
| Duane Solomon                                                                          | 800 m            | 1:45,80 min    | 4       | 1:44,87 min        | 1                  | 1:44,42 min        | 6                  |
| Nick Symmonds                                                                          | 800 m            | 1:46,90 min    | 18      | 1:45,00 min        | 9                  | 1:43,55 min SB     | Silber             |
| Matthew Centrowitz                                                                     | 1500 m           | 3:38,62 min    | 8       | 3:35,95 min        | 2                  | 3:36,78 min        | Silber             |
| Lopez Lomong                                                                           | 1500 m           | 3:38,48 min    | 4       | 3:43,79 min        | 17                 | nicht qualifiziert | nicht qualifiziert |
| Leonel Manzano                                                                         | 1500 m           | 3:39,39 min    | 19      | 3:44,00 min        | 19                 | nicht qualifiziert | nicht qualifiziert |
| Ryan Hill                                                                              | 5000 m           | 13:24,19 min   | 10      |                    |                    | 13:32,69 min       | 10                 |
| Bernard Lagat                                                                          | 5000 m           | 13:23,59 min   | 6       |                    |                    | 13:29,24 min       | 6                  |
| Galen Rupp                                                                             | 5000 m           | 13:23,91 min   | 7       |                    |                    | 13:29,87 min       | 8                  |
| Chris Derrick                                                                          | 10.000 m         |                |         |                    |                    | 28:04,54 min SB    | 18                 |
| Dathan Ritzenhein                                                                      | 10.000 m         |                |         |                    |                    | 27:37,90 min SB    | 10                 |
| Galen Rupp                                                                             | 10.000 m         |                |         |                    |                    | 27:24,39 min SB    | 4                  |
| Jeff Eggleston                                                                         | Marathon         |                |         |                    |                    | 2:14:23 h SB       | 13                 |
| Daniel Tapia                                                                           | Marathon         |                |         |                    |                    | 2:18:32 h SB       | 27                 |
| Carlos Trujillo                                                                        | Marathon         |                |         |                    |                    | 2:23:13 h SB       | 37                 |
| Aries Merritt                                                                          | 110 m Hürden     | 13,32 s        | 4       | 13,44 s            | 9                  | 13,31 s            | 6                  |
| David Oliver                                                                           | 110 m Hürden     | 13,05 s        | 1       | 13,18 s            | 2                  | 13,00 s WL         | Gold               |
| Jason Richardson                                                                       | 110 m Hürden     | 13,33 s        | 5       | 13,34 s            | 5                  | 13,27 s            | 4                  |
| Ryan Wilson                                                                            | 110 m Hürden     | 13,37 s        | 8       | 13,20 s            | 3                  | 13,13 s            | Silber             |
| Kerron Clement                                                                         | 400 m Hürden     | 49,43 s        | 6       | 48,21 s            | 4                  | 49,08 s            | 8                  |
| Bershawn Jackson                                                                       | 400 m Hürden     | 49,76 s        | 14      | DNF                | DNF                | –––                | –––                |
| Michael Tinsley                                                                        | 400 m Hürden     | 49,07 s        | 1       | 48,31 s            | 5                  | 47,70 s PB         | Silber             |
| Daniel Huling                                                                          | 3000 m Hindernis | 8:37,80 min    | 34      |                    |                    | nicht qualifiziert | nicht qualifiziert |
| Evan Jager                                                                             | 3000 m Hindernis | 8:23,76 min    | 10      |                    |                    | 8:08,67 min        | 5                  |
| De’Sean Turner                                                                         | 3000 m Hindernis | 8:28,44 min    | 19      |                    |                    | nicht qualifiziert | nicht qualifiziert |
| Tim Seaman                                                                             | 20 km Gehen      |                |         |                    |                    | 1:36:35 h          | 53                 |
| John Nunn                                                                              | 50 km Gehen      |                |         |                    |                    | 4:34:55 h SB       | 46                 |
| Charles Silmon Justin Gatlin Mike Rodgers Rakieem Salaam Dentarius Locke Jeffery Demps | 4 × 100 m        | 38,06 s        | 2       |                    |                    | 37,66 s            | Silber             |
| David Verburg Arman Hall Tony McQuay LaShawn Merritt Joshua Mance James Harris         | 4 × 400 m        | 2:59,85 min WL | 1       |                    |                    | 2:58,71 min WL     | Gold               |

#### Sprung/Wurf
| Athlet           | Disziplin      | Qualifikation | Qualifikation | Finale             | Finale             |
| Athlet           | Disziplin      | Weite/Höhe    | Platz         | Weite/Höhe         | Platz              |
| ---------------- | -------------- | ------------- | ------------- | ------------------ | ------------------ |
| Marquis Dendy    | Weitsprung     | 7,36 m        | 27            | nicht qualifiziert | nicht qualifiziert |
| George Kitchens  | Weitsprung     | 7,75 m        | 20            | nicht qualifiziert | nicht qualifiziert |
| Dwight Phillips  | Weitsprung     | 7,95 m SB     | 9             | 7,88 m             | 11                 |
| Will Claye       | Dreisprung     | 17,08 m       | 4             | 17,52 m SB         | Bronze             |
| Omar Craddock    | Dreisprung     | 16,40 m       | 18            | nicht qualifiziert | nicht qualifiziert |
| Christian Taylor | Dreisprung     | 17,36 m       | 3             | 17,20 m            | 4                  |
| Dusty Jonas      | Hochsprung     | 2,26 m        | 16            | nicht qualifiziert | nicht qualifiziert |
| Erik Kynard      | Hochsprung     | 2,26 m        | 11            | 2,32 m             | 5                  |
| Keith Moffatt    | Hochsprung     | NM            | NM            | –––                | –––                |
| Jesse Williams   | Hochsprung     | 2,22 m        | 23            | nicht qualifiziert | nicht qualifiziert |
| Jeremy Scott     | Stabhochsprung | 5,40 m        | 19            | nicht qualifiziert | nicht qualifiziert |
| Brad Walker      | Stabhochsprung | 5,55 m        | 3             | 5,82 m             | 4                  |
| Jack Whitt       | Stabhochsprung | 5,40 m        | 24            | nicht qualifiziert | nicht qualifiziert |
| Reese Hoffa      | Kugelstoßen    | 20,42 m       | 5             | 21,12 m            | 4                  |
| Zack Lloyd       | Kugelstoßen    | 18,63 m       | 26            | nicht qualifiziert | nicht qualifiziert |
| Cory Martin      | Kugelstoßen    | 20,18 m       | 8             | 20,09 m            | 9                  |
| Ryan Whiting     | Kugelstoßen    | 21,51 m       | 1             | 21,57 m            | Silber             |
| Lance Brooks     | Diskuswurf     | 59,08 m       | 25            | nicht qualifiziert | nicht qualifiziert |
| A. G. Kruger     | Hammerwurf     | 73,35 m       | 17            | nicht qualifiziert | nicht qualifiziert |
| Riley Dolezal    | Speerwurf      | 78,76 m       | 20            | nicht qualifiziert | nicht qualifiziert |
| Sam Humphreys    | Speerwurf      | DNS           | DNS           | –––                | –––                |

#### Zehnkampf
| Athlet       | Disziplin | 100 m   | Weit- sprung | Kugel- stoßen | Hoch- sprung | 400 m      | 110 m Hürden | Diskus- wurf | Stabhoch- sprung | Speer- wurf | 1500 m         | Punkte  | Platz |
| ------------ | --------- | ------- | ------------ | ------------- | ------------ | ---------- | ------------ | ------------ | ---------------- | ----------- | -------------- | ------- | ----- |
| Ashton Eaton | Ergebnis  | 10,35 s | 7,73 m       | 14,39 m       | 1,93 m       | 46,02 s    | 13,72 s      | 45,00 m      | 5,20 m SB        | 64,83 m     | 4:29,80 min SB | 8809 WL | Gold  |
| Ashton Eaton | Punkte    | 1011    | 992          | 752           | 740          | 1007       | 1011         | 767          | 972              | 811         | 746            | 8809 WL | Gold  |
| Trey Hardee  | Ergebnis  | 10,52 s | 7,35 m       | 14,61 m       | NM           | -          | -            | -            | -                | -           | -              | DNF     | DNF   |
| Trey Hardee  | Punkte    | 970     | 898          | 766           | -            | -          | -            | -            | -                | -           | -              | DNF     | DNF   |
| Gunnar Nixon | Ergebnis  | 10,84 s | 7,80 m       | 14,68 m PB    | 2,14 m       | 48,56 s SB | 14,57 s      | 42,38 m PB   | 4,60 m           | 57,97 m     | 4:35,82 min    | 8312 PB | 13    |
| Gunnar Nixon | Punkte    | 897     | 1010         | 770           | 934          | 882        | 902          | 713          | 790              | 707         | 707            | 8312 PB | 13    |
| Jeremy Taiwo | Ergebnis  | 10,96 s | 7,53 m       | 12,99 m       | DNS          | -          | -            | -            | -                | -           | -              | DNF     | DNF   |
| Jeremy Taiwo | Punkte    | 870     | 942          | 667           | -            | -          | -            | -            | -                | -           | -              | DNF     | DNF   |

### Frauen

#### Laufdisziplinen
| Alexandria Anderson                                                                                | 100 m            | 11,13 s        | 6  | 11,01 s            | 6                  | 11,10 s            | 7                  |     |     |
| Octavious Freeman                                                                                  | 100 m            | 11,16 s        | 8  | 11,08 s            | 7                  | 11,16 s            | 8                  |     |     |
| English Gardner                                                                                    | 100 m            | 10,94 s        | 1  | 11,00 s            | 5                  | 10,97 s            | 4                  |     |     |
| Carmelita Jeter                                                                                    | 100 m            | 11,24 s        | 14 | 10,95 s            | 2                  | 10,94 s            | Bronze             |     |     |
| Kimberlyn Duncan                                                                                   | 200 m            | 22,84 s        | 11 | 22,91 s            | 13                 | nicht qualifiziert | nicht qualifiziert |     |     |
| Allyson Felix                                                                                      | 200 m            | 22,59 s        | 1  | 22,30 s SB         | 1                  | DNF                | DNF                |     |     |
| Jeneba Tarmoh                                                                                      | 200 m            | 22,88 s        | 14 | 22,70 s SB         | 6                  | 22,78 s            | 5                  |     |     |
| ChaRonda Williams                                                                                  | 200 m            | 22,83 s        | 9  | 22,80 s            | 8                  | 22,81 s            | 6                  |     |     |
| Natasha Hastings                                                                                   | 400 m            | 50,64 s        | 3  | 49,94 s PB         | 4                  | 50,30 s            | 5                  |     |     |
| Francena McCorory                                                                                  | 400 m            | 50,56 s        | 2  | 49,86 s PB         | 3                  | 50,68 s            | 6                  |     |     |
| Ashley Spencer                                                                                     | 400 m            | 51,48 s        | 12 | 51,80 s            | 16                 | nicht qualifiziert | nicht qualifiziert |     |     |
| Brenda Martinez                                                                                    | 800 m            | 1:59,39 min    | 1  | 1:59,03 min        | 2                  | 1:57,91 min PB     | Bronze             |     |     |
| Alysia Montaño                                                                                     | 800 m            | 1:59,47 min    | 4  | 1:58,92 min        | 1                  | 1:57,95 min        | 4                  |     |     |
| Ajeé Wilson                                                                                        | 800 m            | 2:00,00 min    | 10 | 2:00,90 min        | 10                 | 1:58,21 min PB     | 6                  |     |     |
| Sarah Brown                                                                                        | 1500 m           | 4:09,00 min    | 22 | 4:12,16 min        | 22                 | nicht qualifiziert | nicht qualifiziert |     |     |
| Mary Cain                                                                                          | 1500 m           | 4:08,21 min    | 13 | 4:05,21 min        | 4                  | 4:07,19 min        | 10                 |     |     |
| Cory McGee                                                                                         | 1500 m           | 4:12,33 min    | 31 | nicht qualifiziert | nicht qualifiziert | nicht qualifiziert | nicht qualifiziert |     |     |
| Jenny Simpson                                                                                      | 1500 m           | 4:07,16 min    | 4  | 4:07,16 min        | 11                 | 4:02,99 min        | Silber             |     |     |
| Kim Conley                                                                                         | 5000 m           | 15:27,35 min   | 5  |                    |                    | 15:36,58 min       | 12                 |     |     |
| Molly Huddle                                                                                       | 5000 m           | 15:40,91 min   | 11 |                    |                    | 15:05,73 min       | 6                  |     |     |
| Shannon Rowbury                                                                                    | 5000 m           | 15:50,41 min   | 14 |                    |                    | 15:06,10 min SB    | 7                  |     |     |
| Shalane Flanagan                                                                                   | 10.000 m         |                |    |                    |                    | 31:34,83 min       | 8                  |     |     |
| Jordan Hasay                                                                                       | 10.000 m         |                |    |                    |                    | 32:17,93 min       | 12                 |     |     |
| Amy Hastings                                                                                       | 10.000 m         |                |    |                    |                    | 32:51,19 min       | 14                 |     |     |
| Jeannette Faber                                                                                    | Marathon         |                |    |                    |                    | 2:44:03 h SB       | 23                 |     |     |
| Deena Kastor                                                                                       | Marathon         |                |    |                    |                    | 2:36:12 h SB       | 9                  |     |     |
| Dot McMahan                                                                                        | Marathon         |                |    |                    |                    | 2:39:52 h SB       | 18                 |     |     |
| Nia Ali                                                                                            | 100 m Hürden     | 13,19 s        | 20 | 12,83 s            | 10                 | nicht qualifiziert | nicht qualifiziert |     |     |
| Dawn Harper                                                                                        | 100 m Hürden     | 12,84 s        | 6  | 12,61 s            | 3                  | 12,59 s            | 4                  |     |     |
| Queen Harrison                                                                                     | 100 m Hürden     | 12,95 s        | 9  | 12,71 s            | 5                  | 12,71 s            | 5                  |     |     |
| Brianna Rollins                                                                                    | 100 m Hürden     | 12,71 s        | 1  | 12,54 s            | 2                  | 12,44 s            | Gold               |     |     |
| Lashinda Demus                                                                                     | 400 m Hürden     | 54,94 s        | 3  | 54,22 s SB         | 4                  | 54,27 s            | Bronze             |     |     |
| Georganne Moline                                                                                   | 400 m Hürden     | 59,05 s        | 29 | nicht qualifiziert | nicht qualifiziert | nicht qualifiziert | nicht qualifiziert |     |     |
| Dalilah Muhammad                                                                                   | 400 m Hürden     | 54,90 s        | 2  | 54,08 s            | 3                  | 54,09 s            | Silber             |     |     |
| Christine Spence                                                                                   | 400 m Hürden     | 55,96 s        | 16 | 58,35 s            | 15                 | nicht qualifiziert | nicht qualifiziert |     |     |
| Nicole Bush                                                                                        | 3000 m Hindernis | 9:58,03 min    | 25 |                    |                    | nicht qualifiziert | nicht qualifiziert |     |     |
| Ashley Higginson                                                                                   | 3000 m Hindernis | 9:45,78 min SB | 19 |                    |                    | nicht qualifiziert | nicht qualifiziert |     |     |
| Shalaya Kipp                                                                                       | 3000 m Hindernis | 9:45,97 min    | 20 |                    |                    | nicht qualifiziert | nicht qualifiziert |     |     |
| Erin Gray                                                                                          | 20 km Gehen      |                |    |                    |                    | 1:34:38 h PB       | 43                 |     |     |
| Miranda Melville                                                                                   | 20 km Gehen      |                |    |                    |                    | DSQ                | DSQ                | DSQ | DSQ |
| Maria Michta                                                                                       | 20 km Gehen      |                |    |                    |                    | 1:33:51 h SB       | 34                 |     |     |
| English Gardner Octavious Freeman Alexandria Anderson Jeneba Tarmoh Barbara Pierre Aurieyall Scott | 4 × 100 m        | 41,82 s        | 1  |                    |                    | 42,75 s            | Silber             |     |     |
| Ashley Spencer Joanna Atkins Jessica Beard Francena McCorory Natasha Hastings Rebecca Alexander    | 4 × 400 m        | 3:25,18 min    | 2  |                    |                    | 3:20,41 min SB     | Silber             |     |     |

#### Sprung/Wurf
| Athletin             | Disziplin      | Qualifikation | Qualifikation | Finale             | Finale             |
| Athletin             | Disziplin      | Weite/Höhe    | Platz         | Weite/Höhe         | Platz              |
| -------------------- | -------------- | ------------- | ------------- | ------------------ | ------------------ |
| Janay DeLoach        | Weitsprung     | 6,58 m        | 11            | 6,44 m             | 11                 |
| Funmi Jimoh          | Weitsprung     | 6,57 m        | 13            | nicht qualifiziert | nicht qualifiziert |
| Tori Polk            | Weitsprung     | 6,75 m        | 3             | 6,73 m             | 8                  |
| Brittney Reese       | Weitsprung     | 6,57 m        | 12            | 7,01 m             | Gold               |
| Brigetta Barrett     | Hochsprung     | 1,92 m        | 8             | 2,00 m             | Silber             |
| Inika McPherson      | Hochsprung     | 1,88 m        | 18            | nicht qualifiziert | nicht qualifiziert |
| Chaunté Lowe         | Hochsprung     | DNS           | DNS           | –––                | –––                |
| Becky Holliday       | Stabhochsprung | 4,45 m        | 13            | nicht qualifiziert | nicht qualifiziert |
| Kylie Hutson         | Stabhochsprung | NM            | NM            | –––                | –––                |
| Jennifer Suhr        | Stabhochsprung | 4,55 m        | 6             | 4,82 m             | Silber             |
| Tia Brooks           | Kugelstoßen    | 17,92 m       | 11            | 18,09 m            | 8                  |
| Michelle Carter      | Kugelstoßen    | 19,76 m       | 2             | 19,94 m            | 4                  |
| Alyssa Hasslen       | Kugelstoßen    | 15,97 m       | 29            | nicht qualifiziert | nicht qualifiziert |
| Whitney Ashley       | Diskuswurf     | 44,60 m       | 24            | nicht qualifiziert | nicht qualifiziert |
| Gia Lewis-Smallwood  | Diskuswurf     | 61,30 m       | 10            | 64,23 m            | 5                  |
| Elizabeth Podomonick | Diskuswurf     | 56,41 m       | 21            | nicht qualifiziert | nicht qualifiziert |
| Amanda Bingson       | Hammerwurf     | 71,90 m       | 8             | 72,56 m            | 10                 |
| Amber Campbell       | Hammerwurf     | 69,86 m       | 13            | nicht qualifiziert | nicht qualifiziert |
| Jeneva McCall        | Hammerwurf     | 70,47 m       | 12            | 72,65 m            | 9                  |
| Brittany Borman      | Speerwurf      | 57,63 m       | 22            | nicht qualifiziert | nicht qualifiziert |

#### Siebenkampf
| Athletin      | Disziplin | 100 m Hürden | Hochsprung | Kugelstoßen | 200 m   | Weitsprung | Speerwurf | 800 m          | Punkte | Platz |
| ------------- | --------- | ------------ | ---------- | ----------- | ------- | ---------- | --------- | -------------- | ------ | ----- |
| Erica Bougard | Ergebnis  | 13,69 s      | 1,80 m     | 11,27 m PB  | 24,59 s | 6,01 m     | 32,62 m   | 2:13,72 min    | 5829   | 24    |
| Erica Bougard | Punkte    | 1023         | 978        | 613         | 925     | 853        | 526       | 911            | 5829   | 24    |
| Sharon Day    | Ergebnis  | 13,51 s PB   | 1,83 m     | 14,35 m     | 24,28 s | 5,79 m     | 47,17 m   | 2:08,94 min PB | 6407   | 6     |
| Sharon Day    | Punkte    | 1049         | 1016       | 817         | 954     | 786        | 805       | 980            | 6407   | 6     |
| Bettie Wade   | Ergebnis  | 13,84 s      | 1,80 m     | 12,79 m     | 24,87 s | 5,61 m     | 38,23 m   | 2:20,87 min    | 5768   | 27    |
| Bettie Wade   | Punkte    | 1001         | 978        | 713         | 899     | 732        | 633       | 812            | 5768   | 27    |